# 400 mètres haies masculin aux Jeux olympiques d'été de 2016
Pour un article plus général, voir Athlétisme aux Jeux olympiques d'été de 2016.
Navigation
Londres 2012 Tokyo 2020
L'épreuve du 400 mètres haies masculin aux Jeux olympiques de 2016 se déroule du 15 au 18 août 2016 au Stade olympique de Rio de Janeiro, au Brésil. Elle est remportée par l'Américain Kerron Clement dans le temps de 47 s 73.

## Résultats

### Finale
| Rang               | Athlète                 | Pays       | Temps   | Notes |
| ------------------ | ----------------------- | ---------- | ------- | ----- |
| Médaille d'or      | Kerron Clement          | États-Unis | 47 s 73 |       |
| Médaille d'argent  | Boniface Mucheru Tumuti | Kenya      | 47 s 78 |       |
| Médaille de bronze | Yasmani Copello         | Turquie    | 47 s 92 |       |
| 4                  | Thomas Barr             | Irlande    | 47 s 97 |       |
| 5                  | Annsert Whyte           | Jamaïque   | 48 s 07 |       |
| 6                  | Rasmus Mägi             | Estonie    | 48 s 40 |       |
| 7                  | Aron Koech              | Kenya      | 49 s 09 |       |
| NC                 | Javier Culson           | Porto Rico | DQ      |       |

### Demi-finales
- les 2 premiers de chaque série (Q) et les 2 meilleurs temps (q) se qualifient pour la finale.

#### Demi-finale 1
| Rang | Athlète                 | Pays            | Temps | Notes |
| ---- | ----------------------- | --------------- | ----- | ----- |
| 1    | Kerron Clement          | États-Unis      | 48.26 | Q, SB |
| 2    | Boniface Mucheru Tumuti | Kenya           | 48.85 | Q, SB |
| 3    | Sergio Fernandez        | Espagne         | 48.87 |       |
| 4    | Abdelmalik Lahoulou     | Algérie         | 49.08 |       |
| 5    | Jaheel Hyde             | Jamaïque        | 49.17 |       |
| 6    | Keisuke Nozawa          | Japon           | 49.20 |       |
| 7    | Eric Cray               | Philippines     | 49.37 |       |
| 8    | Jack Green              | Grande-Bretagne | 49.54 |       |

#### Demi-finale 2
| Rang | Athlète         | Pays           | Temps | Notes |
| ---- | --------------- | -------------- | ----- | ----- |
| 1    | Annsert Whyte   | Jamaïque       | 48.32 | Q, PB |
| 2    | Javier Culson   | Porto Rico     | 48.46 | Q, SB |
| 3    | Yasmani Copello | Turquie        | 48.61 | q     |
| 4    | Rasmus Mägi     | Estonie        | 48.64 | q     |
| 5    | L.J. Van Zyl    | Afrique du Sud | 49.00 |       |
| 6    | Jordin Andrade  | Cap-Vert       | 49.32 |       |
| 7    | Oskari Mörö     | Finlande       | 49.75 |       |
| 8    | Mahau Suguimati | Brésil         | 49.77 |       |

#### Demi-finale 3
| Rang | Athlète          | Pays       | Temps | Notes |
| ---- | ---------------- | ---------- | ----- | ----- |
| 1    | Thomas Barr      | Irlande    | 48.39 | Q     |
| 2    | Aron Koech       | Kenya      | 48.49 | Q, PB |
| 3    | Byron Robinson   | États-Unis | 48.65 | PB    |
| 4    | Karsten Warholm  | Norvège    | 48.81 |       |
| 5    | Michael Bultheel | Belgique   | 49.46 |       |
| 6    | Andres Silva     | Uruguay    | 49.75 |       |
| 7    | Eric Alejandro   | Porto Rico | 49.95 |       |
| NC   | Roxroy Cato      | Jamaïque   | NC    | DQ    |

### Séries
- Les 3 premiers de chaque série (Q) et les 6 meilleurs temps (q) se qualifient pour les demi-finales.

#### Série 1
| Rang | Athlète                 | Pays       | Temps | Notes |
| ---- | ----------------------- | ---------- | ----- | ----- |
| 1    | Abdelmalik Lahoulou     | Algérie    | 48.62 | Q, NR |
| 2    | Boniface Mucheru Tumuti | Kenya      | 48.91 | Q     |
| 3    | Kerron Clement          | États-Unis | 49.17 | Q     |
| 4    | Yuki Matsushita         | Japon      | 49.60 |       |
| 5    | Miles Ukaoma            | Nigeria    | 49.84 |       |
| 6    | Marcio Teles            | Brésil     | 50.41 |       |
| 7    | Jeffery Gibson          | Bahamas    | 52.77 |       |

#### Série 2
| Rang | Athlète             | Pays              | Temps | Notes |
| ---- | ------------------- | ----------------- | ----- | ----- |
| 1    | Yasmani Copello     | Turquie           | 49.52 | Q     |
| 2    | Eric Alejandro      | Porto Rico        | 49.54 | Q     |
| 3    | Mahau Suguimati     | Brésil            | 49.77 | Q     |
| 4    | Jaak-Heinrich Jagor | Estonie           | 49.78 |       |
| 5    | Kariem Hussein      | Suisse            | 49.80 |       |
| 6    | Amadou Ndiaye       | Sénégal           | 49.91 |       |
| 7    | Martin Kucera       | Slovaquie         | 51.47 |       |
| 8    | Maoulida Daroueche  | Union des Comores | 52.32 |       |

#### Série 3
| Rang | Athlète            | Pays       | Temps | Notes |
| ---- | ------------------ | ---------- | ----- | ----- |
| 1    | Karsten Warholm    | Norvège    | 48.49 | Q, NR |
| 2    | Javier Culson      | Porto Rico | 48.53 | Q, SB |
| 3    | Rasmus Mägi        | Estonie    | 48.55 | Q, SB |
| 4    | Roxroy Cato        | Jamaïque   | 48.56 | q, SB |
| 5    | Miloud Rahmani     | Algérie    | 49.73 |       |
| 6    | Dmitriy Koblov     | Kazakhstan | 49.87 |       |
| 7    | Jose Luis Gaspar   | Cuba       | 50.58 |       |
| 8    | Ned Justeen Azemia | Seychelles | 50.74 | NR    |

#### Série 4
| Rang | Athlète          | Pays              | Temps | Notes |
| ---- | ---------------- | ----------------- | ----- | ----- |
| 1    | Keisuke Nozawa   | Japon             | 48.62 | Q, PB |
| 2    | Thomas Barr      | Irlande           | 48.93 | Q, SB |
| 3    | Eric Cray        | Philippines       | 49.05 | Q     |
| 4    | Jaheel Hyde      | Jamaïque          | 49.24 | q     |
| 5    | Sergio Fernandez | Espagne           | 49.31 | q     |
| 6    | Sebastian Rodger | Grande-Bretagne   | 49.54 |       |
| 7    | Le Roux Hamman   | Afrique du Sud    | 49.72 |       |
| 8    | Jehue Gordon     | Trinité-et-Tobago | 49.90 | SB    |

#### Série 5
| Rang | Athlète                | Pays            | Temps | Notes   |
| ---- | ---------------------- | --------------- | ----- | ------- |
| 1    | Annsert Whyte          | Jamaïque        | 48.37 | Q, PB   |
| 2    | Jack Green             | Grande-Bretagne | 48.96 | Q, SB   |
| 3    | Byron Robinson         | États-Unis      | 48.98 | Q       |
| 4    | Oskari Mörö            | Finlande        | 49.04 | q, NR   |
| 5    | Michael Bultheel       | Belgique        | 49.37 | q, SB   |
| 6    | Kurt Couto             | Mozambique      | 49.74 | SB      |
| 7    | Lindsay Hanekom        | Afrique du Sud  | 50.22 |         |
| NC   | Nicholas Kiplagat Bett | Kenya           | DQ    | R168.7b |

#### Série 6
| Rang | Athlète         | Pays           | Temps | Notes |
| ---- | --------------- | -------------- | ----- | ----- |
| 1    | Haron Koech     | Kenya          | 48.77 | Q, PB |
| 2    | L.J. Van Zyl    | Afrique du Sud | 49.12 | Q     |
| 3    | Andres Silva    | Uruguay        | 49.21 | Q, SB |
| 4    | Jordin Andrade  | Cap-Vert       | 49.35 | q     |
| 5    | Mohamed Sghaïer | Tunisie        | 50.09 | SB    |
| 6    | Michael Tinsley | États-Unis     | 50.18 |       |
| 7    | Chen Chieh      | Taipei chinois | 50.65 |       |
| 8    | Patryk Dobek    | Pologne        | 50.66 |       |

## Légende
Records et Performances
- AR : Record continental (area record)
- CR : Record des championnats (championship record)
- MR : Record du meeting (meet record)
- NR : Record national (national record)
- OR : Record olympique (olympic record)
- PR : Record paralympique (paralympic record)
- PB : Record personnel (personal best)
- SB : Meilleure performance personnelle de la saison (season's best)
- WL : Meilleure performance mondiale de l'année (world leader)
- WJR : Record du monde junior (world junior record)
- WR : Record du monde (world record)

Circonstances et Conditions
- DNF : N'a pas terminé (did not finish)
- DNS : N'a pas pris le départ (did not start)
- DQ : Disqualification (disqualification)
- NM : Aucun essai valable enregistré (No Mark)
- Q : Qualifié « directement » au prochain tour (ou à la prochaine compétition), lors d'une compétition majeure, grâce au classement ou à la réalisation des minima (automatic qualifier)
- q : Qualifié au prochain tour (ou à la prochaine compétition), lors d'une compétition majeure, grâce au repêchage ou à la réalisation de l'une des meilleures performances parmi celles des « non qualifiés directement » (grâce au meilleur temps ou à la meilleure distance par exemple) (secondary qualifier)